# نت‌پد++
نت‌پد++ (به انگلیسی: Notepad++) یک ویرایشگر کد منبع و ویرایش‌گر متن باز برای ویندوز است. یکی از نقاط برتری نت‌پد++ بر ویرایش‌گر جاسازی شده در ویندوز نت‌پد، داشتن ویرایش‌گر تب‌دار است که کار را برای ویرایش هم‌زمان چند پروندهٔ باز شده، آسان می‌سازد.
این نرم‌افزار به عنوان نرم‌افزار رایگان عرضه می‌شود. این پروژه قبلاً در سورس‌فورج نگهداری می‌شد و از سورس‌فورج، بیش از ۲۷ میلیون بار بارگذاری شده‌است و دو بار برندهٔ جایزهٔ «انتخاب انجمن سورس‌فورج» به عنوان «بهترین ابزار توسعه» شده‌است. این پروژه از ژوئن ۲۰۱۰ بر روی سایت TuxFamily نگهداری می‌شود. نت‌پد++ برای نمایش و ویرایش کد زبان‌های برنامه‌نویسی از ویرایش‌گر مؤلفهٔ نمایشی سینتیلا استفاده می‌کند.

## قابلیت‌ها
برخی از ویژگی‌های کلی نت‌پد++ عبارتند از:
- قابلیت انتخاب رابط سند[۸]
- قابلیت کشیدن و رها کردن متن
- قابلیت ذخیره داده در چند کلیپ بورد
- قابلیت تقسیم صفحه نمایش برای دسترسی بیشتر
- قابلیت جستجوی نوشته‌ها (تفاوتی بین متن و کد قائل نمی‌شود)
- پشتیبانی از فرمت‌های فایل مانند یونیکد برای نوشتن به کد سیستم‌های بین‌المللی
- جستجو و جایگزین کردن بیش از چند سند
- مقایسه فایل‌ها
- قابلیت نزدیک برنده یا زوم کردن (به انگلیسی: Zoom)

## زبان‌های برنامه‌نویسی
این نرم‌افزار همچنین شامل امکاناتی برای ویرایش کد منبع است که عبارتند از:
- تکمیل خودکار کدها
- نشانه گذاری
- به وجود آوردن هماهنگی‌ها در زمان نوشتن متن به صورت برجستگی‌های متنی
- احیا و سفارشی کردن تو رفتگی‌ها و برجستگی‌های متنی
- نظم در جایگزینی و جستجوی حروف
- ترکیب گفتار
- مرورگر FTP (شامل افزونه‌ها در نصب استاندارد)
- اجرا و ضبط ماکروها (به انگلیسی: Macro)
- ابزارهای مختلف از قبیل مرتب‌سازی خط، تبدیل متن و مورب‌کردن متن
- تشخیص خودکار وضعیت پرونده
- افزونه(به انگلیسی: Plugin) چند خطی برای نظم دادن جستجو و جایگزین کردن عبارت‌ها

## افزونه‌ها
نت‌پد++ توسط ماکروها و افزونه‌ها پشتیبانی می‌شود. هم‌اکنون ۲۷ افزونه رسمی برای نت‌پد++ موجود است که ۱۰ تا از آن‌ها به صورت پیشفرض در برنامه وجود دارند.
اولین افزونه‌ای که در این برنامه گنجانده شد «TextFX» نام داشت، این افزونه شامل قابلیت‌هایی مانند: اعتبارسنجی W3C, HTML, CSS و مرتب‌سازی متن، تغییر حالت حروف و رسیدگی به نقل قول‌ها بود.

## توسعه
به منظور افزایش عملکرد و کاهش حجم این برنامه، این پروژه بر پایه ویرایش و ساخت در سی++ و تنها با فراخوانی Win32 API و با استفاده از STL نوشته شده‌است.
هدف از کار کردن با نت‌پد++ می‌تواند کاهش مصرف انرژی کلی با استفاده از فایل‌های باینری کارآمد که نیاز به استفاده از قدرت پردازنده را کمتر می‌کند، باشد.

## وبگاه جدید
در پی تحریم صورت گرفته علیه ایران، کوبا، کرهٔ شمالی، سودان و سوریه از طرف وبگاه سورس‌فورج (که در اثر اعمال فشار دولت آمریکا بر پروژه‌های متن‌باز برای تبعیت از قانون ایالات متحده انجام شد)، سازندگان نت‌پد++ در بیانیه‌ای این اقدام را مضحک و پوچ دانستند و با بیان اینکه نت‌پد++ به مانند همه نرم‌افزارهای مجانی و متن‌باز که بر روی سورس‌فورج قرار دارند، ورای تملک دولت ایالات متحدهٔ آمریکا هستند، دامنه‌ای به نام notpad-plus-plus.org با میزبانی یک وبگاه مستقر در فرانسه ایجاد و ثبت کردند و پروژه را به پایگاه TuxFamily منتقل کردند تا این نرم‌افزار عمومی و متن‌باز را از آنجا به تمام جهان به صورت آزاد ارائه دهند.